# Oberea tricoloricornis
Oberea tricoloricornis là một loài bọ cánh cứng trong họ Cerambycidae.